# مجموعة سيريس
مجموعة سيريس (بالإنجليزية: Seres Group) (بالصينية: 赛力斯集团股份有限公司) (المعروفة سابقًا باسم مجموعة سوكون أو مجموعة تشونغتشينغ سوكون الصناعية المحدودة (بالإنجليزية: Sokon Group or Chongqing Sokon Industry Group Co., Ltd) (بالصينية: 重庆小康工业集团股份有限公司) هي شركة صينية تأسست في سبتمبر 1986 مقرها الرئيسي في تشونغتشينغ، الصين. ولدت كشركة مصنعة لمكونات الأجهزة المنزلية وممتصات الصدمات، وهي تنتج حاليًا السيارات والدراجات النارية والمركبات التجارية بالإضافة إلى ممتصات الصدمات ومحركات الاحتراق الداخلي. وفي عام 2022، تم تغيير اسم الشركة من مجموعة سوكون إلى مجموعة سيريس. وهي تعمل من خلال شركاتها التابعة سيريس، دفسك موتور، XGJAO للدراجات النارية وشركة يوان لامتصاص الصدمات.
بينما شركات صناعة السيارات الصينية إما مملوكة للدولة أو مملوكة للقطاع الخاص، فإن المساهمين في سيريس يشملون مستثمرين من القطاع الخاص بالإضافة إلى كيان حكومي محلي وشركة مملوكة للدولة.
اسم سيريس مشتق من الكلمة اليونانية القديمة "Σῆρες" والتي تعني "الصين".

## التاريخ
كان رائد مجموعة سوكون هو مصنع تشونغتشينغ باكسيان فنغهوانغ الإلكتروني (بالإنجليزية: Chongqing Baxian Fenghuang Electronic Factory) (بالصينية: 重庆巴县凤凰电器弹簧厂)، وهي شركة تأسست في سبتمبر 1986 على يد تشانغ شينغهاي ومساهمين آخرين، وتعمل بشكل رئيسي في تصنيع وبيع المكونات المرخصة يابانيًا للأجهزة المنزلية. والينابيع لمقاعد السيارات. كانت المنتجات موجهة إلى كل من الأسواق الصينية واليابانية وسرعان ما حققت حصة سوقية في هذا القطاع بنسبة 90٪. في سبتمبر 1996 تم تأسيس شركة تشونغتشينغ يوان لامتصاص الصدمات مع بناء مصنع جديد لإنتاج ممتصات الصدمات للسيارات والدراجات النارية ووصل المصنع إلى طاقته الإنتاجية القصوى التي تزيد عن 1.5 مليون وحدة سنويا. أصبح اسم الشركة تشونغتشينغ يوان لتكنولوجيا الابتكار (مجموعة).
نظرًا للنجاح الهائل في المكونات، قررت شركة تشونغتشينغ يوان الدخول مباشرة في قطاع إنتاج السيارات والدراجات النارية من خلال الدخول في العديد من الاتفاقيات مع الشركات المصنعة اليابانية والصينية لإنشاء مجموعة جديدة من المركبات.
في يوليو 2002، تم تأسيس شركة XGJAO Motorbyke، وهي شركة مصنعة للدراجات النارية الرياضية منخفضة التكلفة والمخصصة بشكل أساسي لجمهور الشباب وتم إطلاق النماذج الأولى في السوق (إف 4 تبعها في السنوات التالية إف 5 وإف 6 وإف 7).
بالنسبة لإنتاج السيارات، تم توقيع اتفاقية مع سوزوكي لتوريد الهياكل والمحركات المرخصة للشاحنات الصغيرة والمركبات التجارية الصغيرة وفي 27 يونيو 2003، تم إنشاء مشروع مشترك جديد لشركة دونغفنغ يوان للسيارات 50:50 مع المقر الرئيسي في تشونغتشينغ ومصنع التجميع. تأسست في ووهان بالتعاون مع شركة دونغفينغ موتور. وفي وقت لاحق، تم إنشاء مركز هندسي لتصميم السيارات الكهربائية يسمى شركة تشونغتشينغ رويتشي للسيارات.
في عام 2005، دخلت السيارة الأولى للمشروع المشترك مرحلة الإنتاج في مصنع دونغفنغ في ووهان: سلسلة الميكروفان دونغفنغ يوان كيه والتي تم تصديرها أيضًا إلى الخارج (بما في ذلك أوروبا).
في مايو 2007، غيرت المجموعة الصناعية بأكملها اسمها إلى شركة تشونغتشينغ سوكون للسيارات المحدودة: تم الاحتفاظ بالعلامة التجارية يوان فقط لتحديد إنتاج ممتصات الصدمات ومكوناتها، وبالتالي أصبحت العلامة التجارية دونغفنغ يوان الموجودة في الحافلات الصغيرة دونغفنغ سوكون (يُختصر إلى دفسك في الأسواق الخارجية). في مايو 2012، تم إنتاج السيارة رقم مليون لمشروع مشترك دونغفنغ سوكون. 

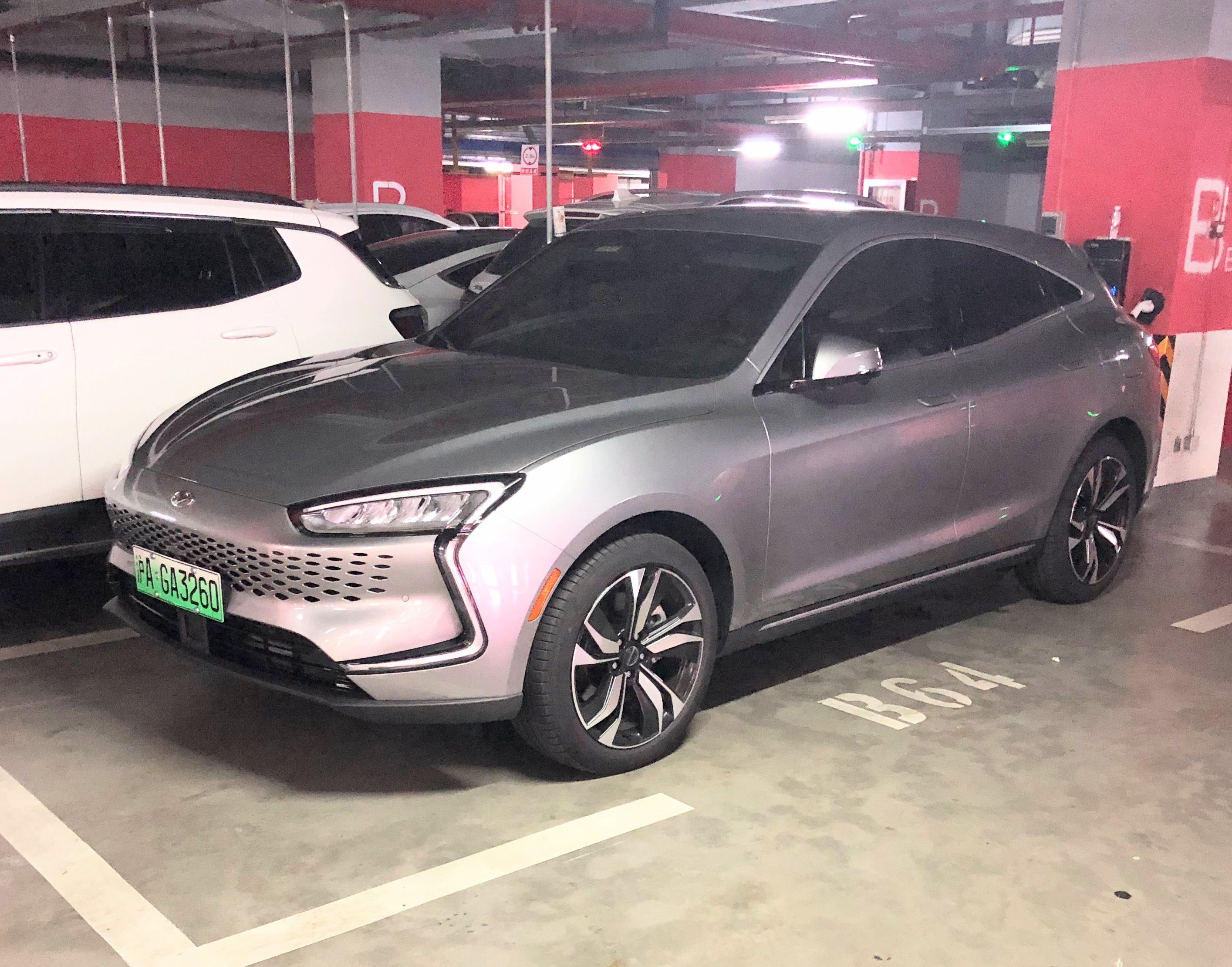
تم إنتاج سيارة سيريس إس إف 5 بواسطة سيريس للسيارات، وهي شركة تابعة لمجموعة سيريس

في 15 يونيو 2016، تم إدراج مجموعة سوكون في بورصة شنغهاي. في نفس العام، دخلت أولى المركبات من نوع إس يو في، الناتجة عن المشروع المشترك مع مجموعة دونغفنغ المسمى دفسك جلوري 580، حيز الإنتاج. بالإضافة إلى ذلك، تم تأسيس إس إف موتورز الناشئة في سانتا كلارا، كاليفورنيا، بهدف إنتاج السيارات الكهربائية. اشترت شركة إس إف موتورز منشأة تصنيع إيه إم جنرال وافتتحت ثلاثة مراكز لتطوير وتصميم السيارات الكهربائية (واحد في كاليفورنيا، وواحد في ميشيغان، وواحد في تشونغتشينغ).

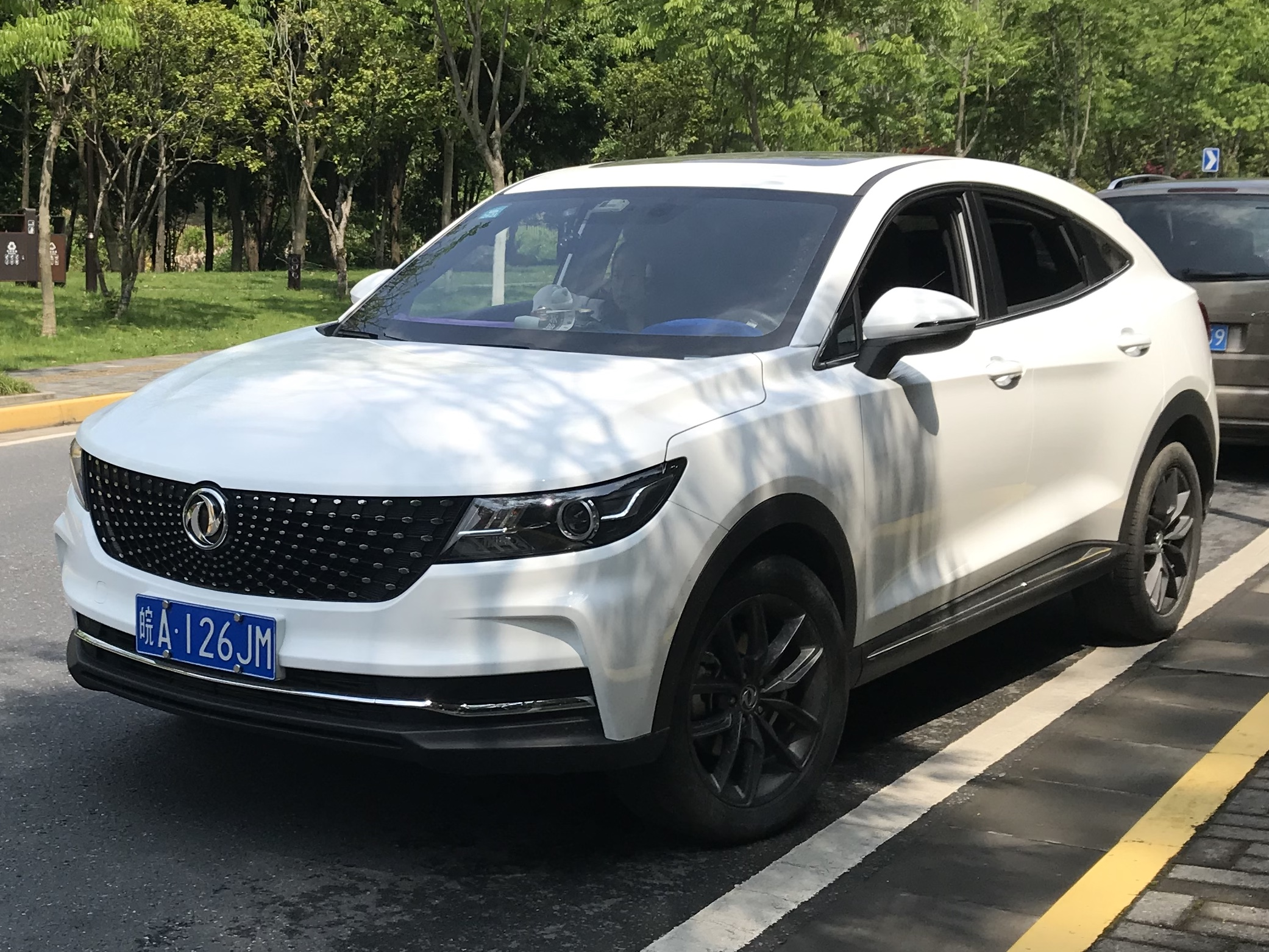
فينغون أي إكس 5 ، من إنتاج شركة دفسك موتور التابعة لشركة سوكون

في نوفمبر 2018، تمت إعادة هيكلة المجموعة، حيث استحوذت سوكون على حصة دونغفنغ في المشروع المشترك مقابل 621 مليون يورو، لتصبح المالك الوحيد لشركة دفسك. وفي المقابل، استحوذت شركة دونغفنغ على 26.1% من شركة سوكون مقابل 620 مليون يورو، لتصبح المساهم الأكبر فيها.
وفي يناير 2019، تم توقيع اتفاقية مع هواوي لتطوير تقنيات المعلومات والبرمجيات للسيارات الكهربائية.
لتحسين إنتاج السيارات الكهربائية في أبريل 2022، وقعت شركة سوكون اتفاقية مع شركة تصنيع البطاريات كاتل، والتي ستظل سارية من عام 2022 إلى عام 2026.
وفي يوليو 2022 تم تغيير اسم الشركة إلى مجموعة سيريس.

## العلامات التجارية والمنتجات

### سيريس
سيريس هي علامة تجارية للسيارات الكهربائية يتم تسويقها بواسطة مجموعة سيريس. منذ عام 2023، تحولت العلامة التجارية سيريس إلى علامة تجارية للتصدير بينما أصبحت أيتو علامة تجارية محلية فقط.
- سيريس 3
- سيريس 5
- سيريس 7

### أيتو
أيتو هي علامة تجارية تتعاون فيها سيريس للسيارات مع هواوي لإنتاج السيارات الكهربائية الذكية. تتصدر هواوي تصميم نماذج أيتو بينما تقوم شركة سيريس بالإنتاج.
كانت العلامة التجارية أيتو مملوكة لسيريس ولكن تم بيعها لهواوي في يونيو 2023.
- أيتو إم 5
- أيتو إم 5 إي في
- أيتو إم 7

### لانديان
لانديان هي العلامة التجارية سيريس للسيارات الكهربائية ذات الميزانية المحدودة والتي تم الكشف عنها في مارس 2023. كلمة لانديان تعني حرفيا الكهرباء الزرقاء (蓝电) باللغة الصينية.
- لانديان إي 5

### فينغون
فينغون (أو دفسك جلوري للأسواق الخارجية) والمعروفة سابقًا باسم دونغفنغ فنغقوانغ  (东风风光)، هي علامة تجارية فرعية لشركة سيريس التي تنتج سيارات الركاب. تأسست علامة فينغون التجارية في عام 2008، وهي تستهدف توفير سيارات متعددة الأغراض وسيارات الدفع الرباعي المدمجة بأسعار معقولة. لقد كانت علامة تجارية مشتركة مع مجموعة دونغفنغ ولكن استحوذت عليها مجموعة سيريس بالكامل في عام 2022.
- فينغون أي إكس 5
- فينغون 580
- فينغون إس 560
- فينغون 380
- فينغون 330
- فينغون ميني إي في

### دفسك/دونغفنغ شياوكانغ (东风小康)
إن دفسك هي إحدى العلامات التجارية لشركة سيريس التي تنتج المركبات التجارية الخفيفة. لقد كانت علامة تجارية مشتركة مع مجموعة دونغفينغ ولكن استحوذت عليها مجموعة سيريس بالكامل في عام 2022.
- سلسلة سوكون سي
- سلسلة سوكون كيه
- سلسلة سوكون في

## المبيعات
| السنة | المجموع | سيريس   | دفسك    | فينغون  | لانديان |
| ----- | ------- | ------- | ------- | ------- | ------- |
| 2010  | 226,198 | -       | 226,198 | 226,198 | -       |
| 2011  | 243,053 | -       | 243,053 | 243,053 | -       |
| 2012  | 202,991 | -       | 202,991 | 202,991 | -       |
| 2013  | 205,019 | -       | 205,019 | 205,019 | -       |
| 2014  | 277000  | -       | 277000  | 277000  | -       |
| 2015  | 275,316 | -       | 114,160 | 161,156 | -       |
| 2016  | 381,636 | -       | 122,639 | 258,997 | -       |
| 2017  | 400,038 | -       | 400,038 | 400,038 | -       |
| 2018  | 347,837 | -       | 347,837 | 347,837 | -       |
| 2019  | 325,381 | -       | 325,381 | 325,381 | -       |
| 2020  | 273,590 | -       | 273,590 | 273,590 | -       |
| 2021  | 266,614 | 8,169   | 258,445 | 258,445 | -       |
| 2022  | 267,246 | 80,041  | 187,205 | 187,205 | -       |
| 2023  | 253,181 | 106,703 | 146,478 | 146,478 | 146,478 |

## انظر أيضّاً
- صناعة السيارات في الصين

## وصلات خارجية
الموقع الرسمي